# 苏从周
苏从周（1901年—1991年12月23日），江苏徐州人，中国政治人物，北京市政协原副主席，中国国民党革命委员会中央委员会原常务委员，第四、五、六、七届全国政协委员。